# Platypygus turkmenorum
Platypygus turkmenorum är en tvåvingeart som beskrevs av Paramonov 1929. Platypygus turkmenorum ingår i släktet Platypygus och familjen svävflugor. Inga underarter finns listade i Catalogue of Life.